# James Britten
James Britten (Chelsea (Londra), 3 maggio 1846 – Londra, 8 ottobre 1924) è stato un botanico inglese.

## Biografia
Nato a Chelsea, Londra, nel 1865 si trasferì a High Wycombe per iniziare la carriera medica. Tuttavia cominciò a interessarsi sempre di più alla botanica e iniziò a scrivere articoli sull'argomento. La sua prima pubblicazione fu probabilmente quella pubblicata sul Journal of Botany nel 1863. Nel 1869, fu nominato assistente presso l'Herbarium ai Royal Botanic Gardens di Kew. Nel 1871, entrò nel Dipartimento di Botanica del British Museum e rimase in quella posizione fino al suo ritiro nel 1909. Nel 1879, successe a Henry Trimen come direttore del prestigioso Journal of Botany, British and Foreign. Fu direttore del giornale per circa 45 anni. Cattolico fervente, Britten fu nominato Cavaliere e poi Cavaliere Commendatore dell'Ordine di San Gregorio Magno da Papa Leone XIII. Morì all'età di 79 anni.

## Pubblicazioni (selezione)
- European Ferns, 1879–1881[3]
- Old Country and Farming Words, 1880
- Irish Folk-tales, pp. 52–55, 184–187, 316–324, en Folk-Lore Journal 1, 1883
- A Biographical Index of British and Irish Botanists, 1893
- Protestant Fiction, 1896
- Through the Heart of Patagonia, 1902

### Como editor
- Journal of Botany, 1879–1924
- The Names of Herbes, A.D. 1548, 1881
- Remains of Gentilisme and Judaisme, 1686–1687, 1881